# Сьомий канал (Казахстан)
«Сьомий канал» — казахстанський телеканал, створений на базі столичного телеканалу «Ера» та почав республіканське мовлення 9 вересня 2009.
До кінця 2010 ефірний сигнал телеканалу став доступний 76 % населення Казахстану (TNS Central Asia, 2010).
«Сьомий канал» має диверсифіковану систему розповсюдження. Крім ефірного мовлення, «Сьомий канал» входить в пакети найбільших кабельних та супутникових операторів: Алма-ТВ, Digital TV, ID-TV, OTAU TV, а також низки регіональних провайдерів. Покриття неефірного мовленням «Сьомого каналу» становить більше 30 % населення Казахстану.

## Проекти власного виробництва
- Шоу «Сорок Мільйонів Тенге»
- «Comedy Club KZ»
- Що? Де? Коли?
- Жұлдиздар фабрікаси
- «Жар-Жар»
- «Професійна розмова»
- «Новини»
- «Ниса»
- «Іншими словами»
- «IT-портал»
- «Кінопарковка»
- «Втеча з аулу»
- «Айна-ONLINE»

## Зона покриття
- Зона покриття «Сьомого каналу»